# Флоренс (Колорадо)
Флоренс (енгл. Florence) град је у америчкој савезној држави Колорадо.

## Демографија
По попису из 2010. године број становника је 3.881, што је 228 (6,2%) становника више него 2000. године.
| Група             | 2000.         | 2010.         |
| Белци             | 2.975 (81,4%) | 3.142 (81,0%) |
| Афроамериканци    | 11 (0,3%)     | 31 (0,8%)     |
| Азијати           | 11 (0,3%)     | 32 (0,8%)     |
| Хиспаноамериканци | 572 (15,7%)   | 576 (14,8%)   |
| Укупно            | 3.653         | 3.881         |